# Eleutherodactylus principalis
Eleutherodactylus principalis је водоземац из реда жаба (Anura) и фамилије Eleutherodactylidae.

## Угроженост
Ова врста се сматра угроженом.

## Распрострањење
Ареал врсте је ограничен на једну државу. 
Куба је једино познато природно станиште врсте.

## Станиште
Станиште врсте су шуме. 
Врста је присутна на подручју острва Куба.